# Когнитивна поетика
Когнитивната поетика е онази школа на литературната критика, която прилага принципите на когнитивната наука, особено когнитивната психология, към интерпретацията на литературни текстове. Когнитивна поетика има връзки с рецепционната критика и е също така тясно свързана със стилистиката. Също както англо-американската Нова критика (New Critics), когнитивната поетика означава затворен анализ (затворено четене) на текста, но също така разпознава и контекста, който според нея играе важна роля в създаването на значения.
|  | Тази страница частично или изцяло представлява превод на страницата Cognitive poetics в Уикипедия на английски. Оригиналният текст, както и този превод, са защитени от Лиценза „Криейтив Комънс – Признание – Споделяне на споделеното“, а за съдържание, създадено преди юни 2009 година – от Лиценза за свободна документация на ГНУ. Прегледайте историята на редакциите на оригиналната страница, както и на преводната страница, за да видите списъка на съавторите. ВАЖНО: Този шаблон се отнася единствено до авторските права върху съдържанието на статията. Добавянето му не отменя изискването да се посочват конкретни източници на твърденията, които да бъдат благонадеждни. |